# エンドニムとエクソニム
エンドニム（英: endonym）とエクソニム（英: exonym）とは、特定の地名 (toponym) 、民族名 (ethnonym) 、言語名 (glossonym) などを、命名の主体となった民族・言語に内生した呼称と外来の言語における呼称とに区分する術語。また、その区分された特定の地名呼称、民族呼称、言語呼称のこと。主に国際連合地名専門家グループ会合などにおける地名行政や文化人類学の文脈で用いられる。日本語ではそれぞれ、内名（ないめい）と外名（がいめい）と訳される。
一般的に内名は、地名でいえば現地の人々の言語における呼称、民族名でいえば当該の民族自身の言語における呼称、言語名でいえば当該の言語自体における呼称を指す。自称についてはオートニム（英: autonym）とも呼ばれる。
同様に外名は、地名でいえば現地の公用語以外の諸言語における異称、民族名でいえば当該の民族以外の民族の諸言語における異称、言語名でいえば当該の言語以外の諸言語における異称を指す。類義語に「外国性の名前」を意味するゼノニム（英: xenonym）がある。
例を挙げれば、「日本」（にほん・にっぽん）や Nippon という内名に対して、英語の Japan やフランス語の Japon 、イタリア語の Giappone 、ロシア語の Япония などは外名の一例である。
内名・外名は自称・他称と混同されやすいが、正確には似て非なるものである。

## 語源
autonym （オートニム）、 endonym （エンドニム）、 exonym （エクソニム）、 xenonym （ゼノニム）は、いずれもインド・ヨーロッパ祖語の *h₃nómn̥ に由来するギリシャ語起源の ónoma (ὄνομα, 'name') に特定の接頭辞を付加した英単語である。
これらの接頭辞もギリシャ語から派生している。
- autonym: autós (αὐτός, 'self')
- endonym: éndon (ἔνδον, 'within')
- exonym: éxō (ἔξω, 'outside')
- xenonym: xénos (ξένος, 'foreign')

このうち、 autonym と xenonym については、異なる用語法で用いられる場合があるため、 endonym と exonym の語形が優先的に用いられる。

## 地名に対する用語法
地名に関する限り、エンドニムは内生地名（ないせいちめい）、エクソニムは外来地名（がいらいちめい）とも和訳される。原初的にある個人や集団の内に生まれた地名が、次第にまとまって民族全体の内生地名となり、そのまとまってゆく段階において他の民族集団と接触して、一つの地域に対して地名を与える主体が複数現れたとき、その交流・対立・交代などにより、外来地名が発生する。たとえば、東北日本で生まれたアイヌ地名は日本人にとって外来地名であったし、同様に日本語から持ち込まれた地名はアイヌ人にとっては外来地名である。つまり、土地に名前を与えた主体が誰であるのかによって、内生地名と外来地名は逆転する。

### 定義と例示
国際連合地名標準化会議 (UNCSGN) の地名専門家グループ (UNGEGN) が取りまとめ、公表した地名標準化用語集によれば、エンドニムとエクソニムは次のように定義されている（下記和訳は田邉 (2020)による）。
076 endonym
Name of a geographical feature in one of the languages occurring in that area where the feature is situated. Examples: Vārānasī (not Benares); Aachen (not Aix-la-Chapelle); Krung Thep (not Bangkok); al-Uqşur (not Luxor); Teverya (not Tiberias). 
076 エンドニム（内生地名）
地理的実体が存在する地域に生まれた諸言語のうちの一つで表される名称。例示：インドの Benares ではなく Vārānasī 、ドイツの Aix-la-Chapelle ではなく Aachen 、タイの Bangkok ではなく Krung Thep 、エジプトの Luxor ではなく al-Uqşur 、イスラエルの Tiberias ではなく Teverya 。
081 exonym
Name used in a specific language for a geographical feature situated outside the area where that language has official status, and differing in its form from the name used in the official language or languages of the area where the geographical feature is situated. Examples: Warsaw is the English exonym for Warszawa; Londres is French for London; Mailand is German for Milano. The officially romanized endonym Moskva for Москва is not an exonym, nor is the Pinyin form Beijing, while Peking is an exonym. 
081 エクソニム（外来地名）
ある特定言語において公用語の域外にある地理的実体のために用いられ、公用語あるいは地理的実体の存在する地域の諸言語に用いられる名称とは異なった形態であるような名称。例示： Warsaw は Warszawa の英語の外来地名であり、 Londres は London のフランス語の外来地名、 Mailand は Milano のドイツ語の外来地名である。ただし Moskva は Москва の外来地名ではなく、 Beijing の拼音 (Pīn-yīn) 形も外来地名ではないが、 Peking は外来地名である。
—UNGEGN、Glossary of Terms for the Standardization of Geographical Names (2002)
ただし、領土変更などによって内生地名はエクソニム化する可能性があり、反対に古くからあるエクソニムが内生地名化してエンドニムとなる場合もしばしばあるので、エクソニムは相対的な概念にすぎない。また、田邉 (2020)は、上掲の定義には、歴史的視点が漠然としており、外来地名が住民に受け入れられて内生地名になってゆく過程や、使用言語が外来語を自分の言語の中に消化・吸収する過程が省略されていることを指摘している。
かつてケーニヒスベルクと呼ばれた都市は、20世紀にソビエト領を経てロシア領になり、現在はカリーニングラードの名でも呼ばれるが、ロシア人にとってはケーニヒスベルクは外来地名であり、カリーニングラードが内生地名となっている一方、ドイツ人にとってはケーニヒスベルクは（今や異国の都市になっているが）昔からの内生地名であって、カリーニングラードは外来地名である。
また、もともと内名でグダニスクと呼ばれていたポーランドの同都市は、1793年にプロイセン王国に併合されてドイツ語名の「ダンツィヒ」（外名）に改称されたが、第二次世界大戦でドイツが敗戦してポーランドが独立を回復した後、1952年に再び元の都市名「グダニスク」（内名）に復帰した。
このように、ドイツ語系住民が入植したり、ドイツ帝国やオーストリア帝国に占領されたりした歴史的背景をもつ東ヨーロッパ地域には、もともと内生地名だったドイツ地名が各国語の呼称に置き換えられて外来地名になったドイツ語地名の事例が多い。1989年に始まる東欧革命に伴って、東欧諸国で地域の伝統文化や歴史への関心が高まり、地域固有の言語による地名呼称が重視されるようになり、ドイツ語圏においても1990年代以降、地理学雑誌で用いられる地名表記がドイツ語の外名表記から現地語の内名表記へと変化するなどしている。
フランス人が命名したアメリカ合衆国の都市名デトロイトは元の綴り字 Detroit のまま英語読みされる一方、バトンルージュ Baton Rouge は綴りも読みもフランス式を維持している。いずれも外来地名化した内生地名の事例である。
反対に、内生地名化したエクソニムの実例を挙げると、16世紀に日本と交流のあったポルトガル語の外来地名 Holanda に由来する「オランダ」は日本語において内生地名化したが、同国の内生地名の「ネーデルラント」は依然、日本人にとっては外来地名である。 U.S.A. に対する「米国」、 U.K. に対する「英国」「イギリス」なども、現在の国名である the United States of America および the United Kingdom of Great Britain and Northern Ireland を取り入れる以前の外来地名を元に成立した、日本語の中に内生化した地名である。
このように、遠方で自分の生活圏に入り込まなかった地名は外来地名を内生地名として取り込むことが多く、逆に早い時期から交易・接触のあった土地には、現地名に優先して自分の言語の文脈の中で自らの文化圏において内生地名を誕生させていくことになる、と田邉 (2020)は説明している。
上掲の国連による内生地名の例示では、パレスチナ側のアラビア語の地名 Teverya が内生地名とされ、イスラエル側のヘブライ語の地名 Tiberias は内生地名ではないとみなされているが、ユダヤ人から見れば全く逆の位置づけとなる。結局、ある地名がエンドニムとエクソニムのいずれであるかという問に答える際は、誰から見て内生・外来なのかという視点で考えて捉えることが重要である。

#### 第三の概念
太平洋・大西洋・インド洋やカリブ海・地中海などの海洋名は一般に外来地名でも内生地名でもないと考えられており、イスラエルの地理学者ナフタリ・カドモンが二分法的分類の両概念の間に位置づけられる第三の概念を示唆したのをはじめ、地名専門家たちの間で第三の概念が示唆・提唱されている。
ニュージーランドの地名研究家フィリップ・W・マシューズは、海洋名に関して、地上地名とは異なる性格を持つ別の術語として、アロニム（英: allonym）を提案している。
また、日本の地理学者の田邉裕は、カドモンが示唆した第三の術語に関する意見とマシューズの提案した用語を統合して、優先地名（英: toponym precedent）という用語を提案した。これは、海洋名（とりわけ大海洋の公海）が、沿岸諸国の住民ではなく航海者によって命名され、各国語の使用者に翻訳されて定着していった、いわば他の地名に「優先」して国際的に認知された名称であるとの理解に基づく術語である。
2021年に開催された国連地名専門家グループの会合では、地名学用語部会から提案されたマクロニム（英: macronym）という第3の用語に対し、これに賛同する声明文が提出された。マクロニムは、エンドニムにもエクソニムにも分類しがたい地名を分類するための新しい用語であるが、その詳細な定義は未だ確立していない。
カドモンらが述べているように、すべての地名を内生地名と外来地名に二分する考え方には無理がある。それは、海洋名以外に東アジアの歴史的視点を通して考えてみてもいえることである。

### 翻訳と翻字
外来地名を自言語に取り込むには大きく分けて翻訳と翻字という2つの方法があるが、原則として、内生地名・外来地名は翻訳されない。これは、翻訳された途端に地名の固有名詞としての意味が失われて、普通名詞化することを許してしまうからである。たとえば、日本の地名「大川」を Rio Grande と翻訳すれば、スペイン語圏の人々にとっては、これが日本の地名であることを理解できなくなるし、英語で Grand River と翻訳して説明すれば、英語圏の人々は普通、これを何らかの「大いなる川」のことだと捉えることになる。
上記の問題は「大川」を Ōkawa とローマ字に翻字することによって解決する。上掲の定義で例示されたロシアの内生地名 Moskva は、単にロシア語のキリル文字表記 Москва をラテン文字に翻字しただけの地名表記であり、外来地名とはいえない。同じく「北京」の拼音形 Beijing も、漢字からラテン文字への翻字による中国の内生地名であるといえる。ただし、日本語の仮名読み「ペキン」や西洋語の古いラテン文字表記 Peking は、現代中国語とは別の発音になるため、中国語の使用者にとっては外来地名と考えられている。
ドイツの内名 Deutschland に対し、英語圏の内生地名でドイツを表す Germany や、フランス語圏の内生地名でドイツを表す Allemagne などがあるが、これらを語義に基づいて翻訳すれば、それぞれ「ゲルマン人の土地」「アレマンネ人の土地」となり、ドイツ人にとっては、正確には外来地名ですらない別の意味の外来語に変化してしまう。このような内生地名は国名などに現れやすい。
例外的に大海洋のような優先地名では翻訳地名が多用される。16世紀のスペインの航海者フェルディナンド・マゼランによって提唱されたといわれる Mare Pacificum は英語で Pacific Ocean 、フランス語で l'Océan pacifique 、中国語と日本語で「太平洋」と翻訳されるが、いずれの訳も内生地名ではなく、外来地名とも捉えられない。ここで、中国語と日本語の「太平洋」は同じ文字表現で、相互理解が可能であり、発音が異なるだけなので、翻訳とはいいがたい。
ただし、2020年現在、翻訳可能な内生地名に関する考え方は国連の地名標準化会議でも未だ定着していない。

#### 東アジアの歴史的視点から
はじめに、漢字が中国から伝来する以前の古代日本語や、元来文字を持たなかったアイヌ語には独自の口承の地名があったが、それらの地名を何であれ外来の文字を借りて文字化したとき、その地名は外来地名と解するべきか否か、判然としない。口承地名自体はもちろん内生地名だが、文字化する過程で外来地名化したと見るべきか、その文字化した地名が定着した場合にその外来地名が内生地名化したと理解すべきなのか、疑問が残る。
漢字地名は漢字文化圏内であれば基本的に漢字表記のまま相互理解が可能であるため、翻訳や翻字を必要としない。たとえば、東京を「とうきょう」と読めば日本語地名、「トンチン」と読めば中国語地名、「トンギョン」と読めば韓国語地名、「ドンキン」と読めばベトナム語地名となる。この「東京」は、中国語の外来地名「東京」を語源とする日本の内生地名でありながら、各国語の漢字音で発音して使用されれば、そのまま各国の内生地名になり、それらは日本から見れば外来地名と捉えられることになる。このように地名の歴史的変遷を追って考えると、外来地名と内生地名は固定的な概念ではなく、相互に浸透していくことが理解される。
そのほか、倶利伽羅峠 (Krkara) ・薩埵峠 (Sattva) ・摩耶山 (Māyā) ・祇園 (Jeta-vana) ・那智滝 (Nadï) ・琵琶湖 (Vipañkî) は日本語に消化されて内生化したサンスクリット由来の地名であり、外来地名・外来語・自国語が動的に作用し合い、相互に密接な関係をもって成立した歴史を内包している。

## 外名撤廃の動き
1960年代以来、国連の地名標準化会議は、ヨーロッパを中心とする旧宗主国が第二次世界大戦以前に植民地としていた土地に一方的に命名した外名を排し、現地住民の申し立てに応じた内名を尊重しつつ、地名の標準化を促進し、国際的に外名を削減するよう勧告している。また、国際交流の活発化に伴い、公共交通機関の多言語案内表示の相互利便性を確保する必要性からも地名表記の標準化を図っている。しかし、21世紀を迎えた近年では、以前のように外名を排除するばかりではなく、内名と外名を併記して共存させる試みも行われている。
1990年代以降のインドでは、ヒンドゥー原理主義が高揚し、その結果として、地名変更の動きが高まった。1995年にムンバイが英語の公式名称を外名の Bombay （ボンベイ）から現地のマラーティー語に基づく内名の Mumbai （ムンバイ）に変更した例のほか、同じく英語の外名の「ベナレス」がヒンディー語の内名の「ヴァーラーナシー」へ、1996年に旧称の「マドラス」がタミル語の「チェンナイ」へ、 2001年に英語の外名の「カルカッタ」がベンガル語の内名「コルカタ」へ、2007年に英語の外名の「バンガロール」がカンナダ語の内名「ベンガルール」へ変更した例など、インド各地ではイギリス植民地時代の外名からの大規模な名称変更が行われている。
かつて象牙の取引が盛んだった、大西洋に面するフランスの旧植民地コートジボワールは、フランス語で「象牙海岸」を意味する Côte d'Ivoire の名で呼ばれ、その他の言語でも、英語で Ivory Coast 、ドイツ語で Elfenbeinküste 、スペイン語で Costa de Marfil 、日本語および中国語で「象牙海岸」というふうに各国語に翻訳された外名が長く使用されていた。しかし、1960年にフランスから独立した後、コートジボワール共和国政府はフランコフォニー以外の国・地域へと外交関係を拡大するにつれて、自国名を翻訳地名で呼称されることによる取り扱いにくさ、不便さが増していった。そのため、1986年に同国政府は、自国の外交儀礼上の正式名称を (République de) Côte d'Ivoire とすることを宣言し、それ以来、国際的な交際の場において、自国名のフランス語以外の言語への翻訳表現を承認・受容することを拒否し、翻訳された外名を使用しないよう各国政府に要請している。
他に自国名を翻訳した外名の使用を取り止めるよう要請している国には、東ティモールがポルトガル語由来の Timor-Leste へ変更を要請した例、カーボベルデが同じくポルトガル語由来の Cabo Verde へ変更を要請した例が挙げられる。しかし、民間での呼称までは徹底されておらず、翻訳した外名をマスメディアなどが用いている場合がある。
外名の撤廃とは少し性格が異なるが、稀に特定の言語に由来する外名を別の言語由来の外名へ言い換えることがある。この例として、2014年に西アジアのジョージア国政府が日本政府に対して、同国の日本語の外名をロシア語の Gruzia に由来するとされる「グルジア」から英語名の Georgia に準拠した「ジョージア」へ変更するよう要請したことが挙げられる。同国内における正称（内名）は「カルトヴェロ人の国」を意味する「サカルトヴェロ」（グルジア語: Sakartvelo）で、「グルジア」と「ジョージア」はいずれも聖ゲオルギオスに由来する外名である。
同様の例として、日本国外務省は2022年、同年2月のロシアのウクライナ侵攻の影響を受けて、従来は「キエフ」と呼ばれた同都市の外名を「キーウ」に変更するなど、ウクライナの各都市の日本語による呼称をロシア語由来の呼称からウクライナ語由来の呼称に変更することを発表した。
一方で、議論の俎上に置いた時代の文脈に沿った名称を敢えて使用したり、国家の公用語とその地域で使われている言語が異なる場合に現地の言語を優先したり、既に学術用語として定着しているために古い名称を使用する場合もある。
2015年にアメリカ合衆国連邦政府が第25代大統領ウィリアム・マッキンリーの名に因むマッキンリー山の正式名称を「デナリ」に変更したり、英国のインド測量局初代長官ジョージ・エベレストに因んで命名された英語名のエベレスト山をチベット語名の「チョモランマ」と呼称したり、英語名とチベット語名に対抗してネパール政府がネパール語名の「サガルマータ」を提示したりするなど、現地名を重視する傾向は自然地名にも見られる。
民族名に関しても、人種・民族差別的な響きがする外名を撤廃する動きがあり、「エスキモー」を「イヌイット」へ、「ジプシー」を「ロマ」へと言い換えた例などが知られている。